# Oruwa

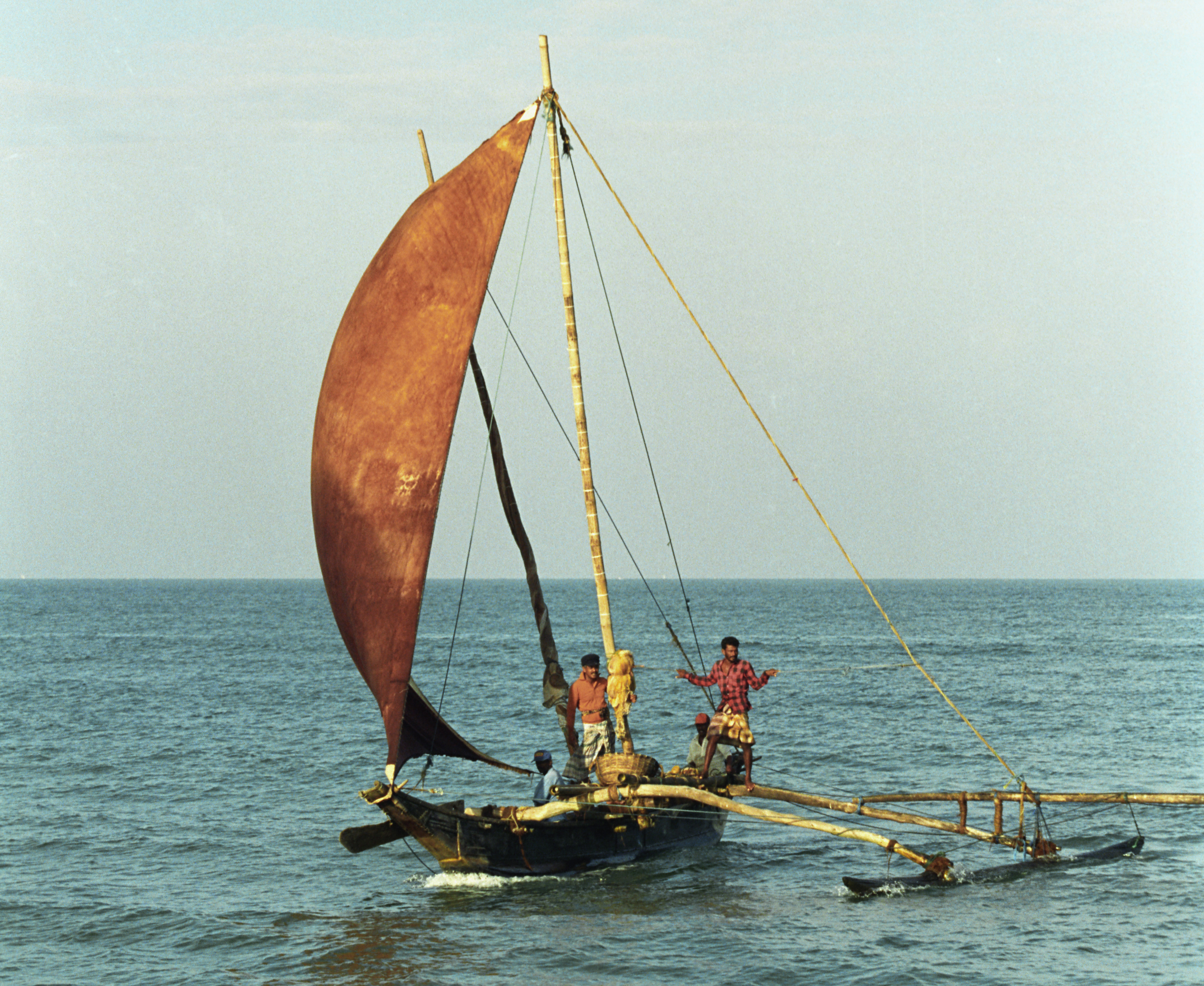
Oruwa

Das Oruwa ist ein traditionelles, im Prinzip hochseetüchtiges Einbaum-Segelboot, das an der Westküste Sri Lankas vor allem zum Fisch- und Krebsfang in den Lagunen (z. B. in Negombo), aber auch auf See verwendet wird. Es ist auch in Indonesien und Indien und in ähnlicher Form noch vereinzelt an der Küste Madagaskars verbreitet. Derzeit gibt es noch ca. 3000 solcher Boote. Oruwas gelten als die schnellsten Segelboote der Welt; ihre Bauart beeinflusste auch das Design neuzeitlicher Auslegerkanus.

## Geschichte
Das Oruwa ist wohl im 8. Jahrhundert im Seefahrerstaat Srivijaya entwickelt worden. Die älteste Darstellung findet sich im buddhistischen Tempel von Borobudur auf Java. Die heutige Bauweise mit Seitenplanken hat sich im 18. oder 19. Jahrhundert mit dem Übergang von der Lagunen- zur Hochseefischerei entwickelt. Große Boote mit einer Tragfähigkeit von bis zu 50 Tonnen wurden bis in die 1930er Jahre auch für den Küstenhandel verwendet.

## Bauweise des Rumpfes
Der bis zu 13 Meter lange Rumpf wird meist aus Jackfruit-Bäumen und anderen lokalen Materialien hergestellt. Es gibt Boote mit einem und zwei Auslegern. Ist – wie im Regelfall – nur ein Ausleger vorhanden, wird dieser in Luv gefahren und wirkt nur durch sein Gewicht (nicht durch Auftrieb). Zur Erhöhung des Gewichts kann die drei- bis vierköpfige Besatzung auf den Ausleger übergehen. Ein Seitenschwert stabilisiert das Boot. An jedem Schiffsende befindet sich ein Ruder, das mit den Füßen bewegt wird. Bei Richtungswechsel wird eines der Ruder hochgezogen. Die Bordwand wird durch zusätzliche Planken erhöht, die durch Kokosschnur mit dem Einbaum verbunden sind. Der Einbaum wird heute immer häufiger durch eine Plankenkonstruktion ersetzt.

## Besegelung
Das Segel ist quadratisch; es ist an den oberen Enden an den beiden V-förmig montierten Bambusmasten befestigt und wirkt von weitem wie ein Spinnaker. Das Rigg soll der lokalen Überlieferung zufolge seinen Ursprung in der Gewohnheit der Fischer haben, ihren Sarong zwischen den Rudern aufzuspannen, um den Wind als Antriebskraft zu nutzen.